# فینال جام باشگاه‌های آسیا ۱۹۸۷
فینال جام باشگاه‌های آسیا ۱۹۸۷ مسابقه فینال هفتمین دوره جام باشگاه‌های آسیا بود که در سال ۱۹۸۷ برگزار شد. در این دیدار یومیوری به علت عدم حضور حریف و با برتری ۲ بر ۰ برابر الهلال به مقام قهرمانی دست یافت.

## مسابقه
| یومیوری | ۲–۰ | الهلال |
| ------- | --- | ------ |
|         |     |        |

- بازی فینال برگزار نشد و تیم یومیوری به مقام قهرمانی رسید.